# Йозеф Менцл
Йозеф Менцл (на чешки: Josef Menzl) е чешки и български паркостроител и преподавател по градинарство, един от основателите на съвременното овощарство в България.

## Биография
Роден е през 1873 г. в Роусловица, Чехия. Потомствен градинар. Завършва Помологическия институт в град Троя до Прага – висше градинарско-лозарско училище. Първоначално работи в Германия по оранжерийното цветопроизводство. През 1901 г. по покана на правителството на България идва в страната. Започва работа в Хасково, по-късно и в София. Става български гражданин. Живее и работи в България 47 години. Умира в София през 1948 година.

### Дейност
От 1902 г. е учител в Земеделското нисше училище в Хасково и остава да работи там шестнадесет години. През 1917 г. се премества в София, където е управител на Държавния овощен разсадник в квартал „Павлово“. Учен е в Софийската земеделска катедра (1919). След това отново работи в разсадника в „Павлово“ (1920). След 1926 г., заедно със съдружник, се заема с производството на цветя и декоративни храсти.

### Заслуги
Йозеф Менцл е считан за един от основателите на съвременното овощарство в България. Създава парк към Земеделското училище в Хасково. Полага началото на отглеждането на облагородени рози в България, обучава много градинари и това производство бързо се разраства.